# The webtoon: Yeogosar-in
The webtoon: Yeogosar-in (Hangul: 더 웹툰: 예고살인; titolo internazionale: Killer Toon), è un film sudcoreano del 2013, inedito in Italia.

## Trama
Dopo una serie di omicidi e suicidi avvenuti guardando un famoso fumetto online, il detective Lee Ki-cheol mette il fumettista Kang Ji-yoon nella lista degli indiziati, ma non può immaginarsi che è solo l'inizio.

## Accoglienza e Distribuzione
Il film è stato proiettato per la prima volta al cinema il 27 giugno 2013, e ha ottenuto un ottimo riscontro da parte del pubblico, guadagnando il secondo posto al box-office coreano. Al 15 luglio 2013, il guadagno totale era di 6.93 milioni di dollari, in valuta coreana ₩7.79 milioni. Il film è stato poi distribuito dalla CJ Entertainment.